# Fudzsivara no Okikaze

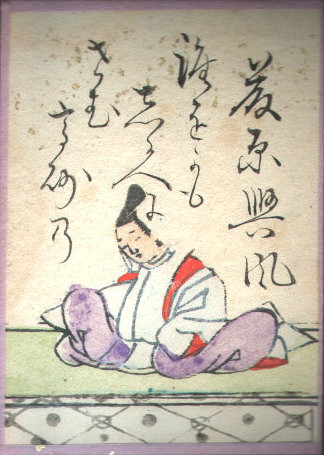
Fudzsivara no Okikaze fametszetű portréja

Fudzsivara no Okikaze (japánul: 藤原興風, Hepburn-átírással: Fujiwara no Okikaze) (Kiotó?, 9. század – 10. század fordulója) japán költő.
A korai japán költészet egyik nevezetes szerzője volt. Versei helyet kaptak a Kokinsú („Régi és modern idők gyűjteménye”, 905) című antológiában. Egyik költeménye, melynek fordítója, Kosztolányi Dezső a Haj címet adta:
Ó, éjfekete, szép hajam,

sötét, mint erdő a viharban.

Mi lett veled? Azt mondja tükröm,

hózivatar van.
     